# Tenkatsu Shōkyokusai
Tenkatsu Shōkyokusai (松旭斎 天勝, Shōkyokusai Tenkatsu), va ser una il·lusionista i actriu japonesa nascuda a Kanda, Tòquio, el 21 de maig de 1886 (Meiji 19, 明治19年) i morta a Meguro, Tòquio, l'11 de novembre de 1944 (Shōwa 19, 昭和19年). El seu nom de naixement era Katsu Nakai (中井カツ, Nakai Katsu) i el seu nom real Katsu Kanazawa (金沢 カツ, Kanazawa Katsu). Va estar activa amb molt d'èxit al món de l'espectacle al Japó i internacionalment des de finals del període Meiji fins a principis del període Shōwa.

## Primers anys de vida
Era filla d'Eijirō Nakai (中井栄次郎, Nakai Eijirō) propietari d'una casa d'empenyorament a Kanda Matsutomi-chō (ara Sotokanda 4-chōme) a Tòquio. El negoci familiar va fracassar i ella es va posar a treballar com a aprenenta en un restaurant de tempura a Monzen-Nakachō. El propietari de la botiga era Ten'ichi Shōkyokusai (松旭斎天一, Shōkyokusai Ten'ichi, 1853-1912), un mag de primer nivell en aquell moment, que es va fixar en la destresa de Katsu i la va convertir en la seva ajudant.
Aviat va destacar a la troupe de Ten'ichi Shōkyokusai (coneguda com a 天一一座, Ten'ichi Ichiza), que comptava amb 70 membres. Va ser llavors que va aparèixer a escena singularitzada amb el nom de Tenkatsu i va guanyar popularitat amb el seu físic més gran que la mitjana japonesa de l'època i la seva bellesa.
Entre 1901 i 1903, van fer una gira pels Estats Units, on l'adolescent Tenkatsu va ser descrita per la premsa com una "delicada bellesa japonesa" i fins i tot, impròpiament, com una geisha. Se la coneixia tant com l'esposa de Ten'ichi Shōkyokusai (i més tard com la seva vídua), com la seva fillastra, potser per la diferència d'edats.

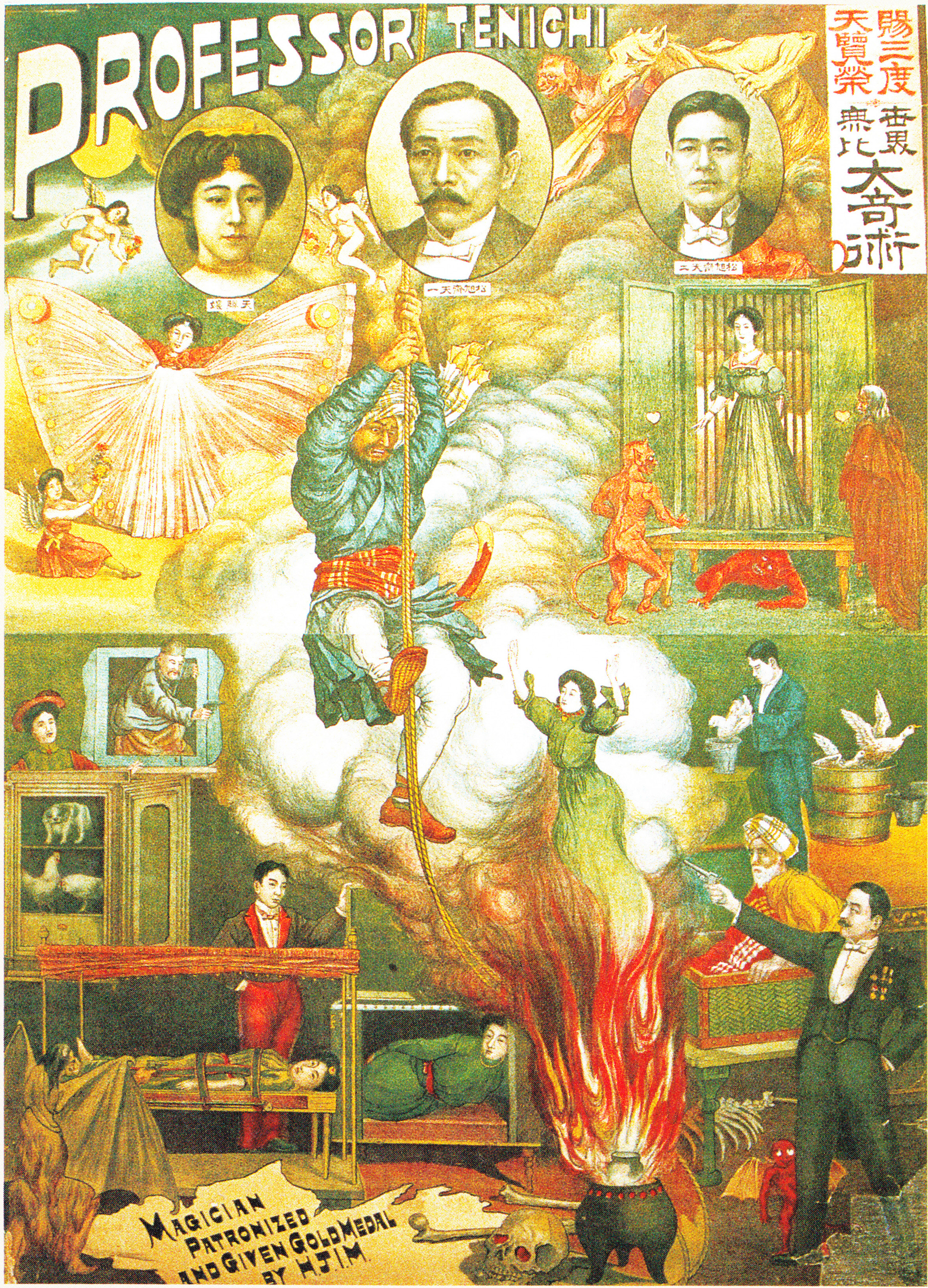
Pòster per a una actuació de 1908 del mag japonès Shōkyokusai Ten'ichi i la companyia. Tenkatsu Shōkyokusai és destacada a la imatge superior esquerra.

Al tornar al Japó va representar-hi el primer espectacle de màgia d'estil occidental, anomenat "Disfressa de lluentons amb pestanyes falses" (スパンコールの衣裳に付け睫毛, Supankōru no ishō ni tsuke matsuge). El públic es va mostrar entusiasmat amb la novetat i la seva modernitat.

## Carrera artística
Insatisfeta amb la seva situació de concubinatge, Tenkatsu va intentar suïcidar-se, però va sobreviure. Com a conseqüència d’aquest intent, va decidir independitzar-se i "fer la meva màgia activament". 

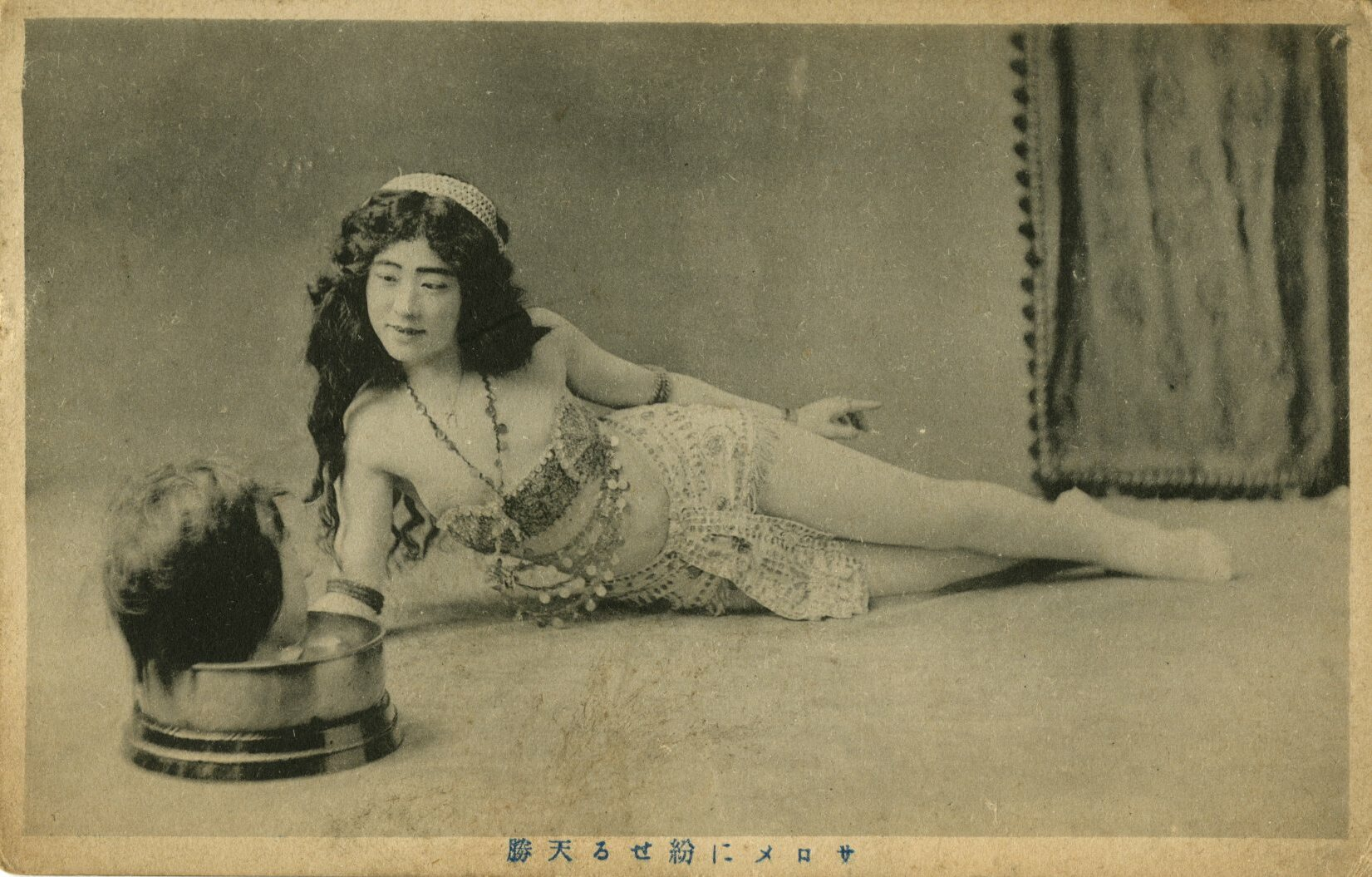
Tenkatsu Shōkyokusai en el paper de Salomé, a l'obra homònima d'Oscar Wilde

Tenkatsu Shōkyokusai es va independitzar als 27 anys, l'any 1911 (Meiji 44), i es va convertir en una actriu i il·lusionista reconeguda per drets propis. Va dirigir el seu propi grup d'intèrprets, la Tenkatsu Ichiza (天勝 一座), que comptava amb més de 100 membres. La companyia va posar en escena adaptacions d'obres occidentals, incloses La tempesta de Shakespeare i Salomé d'Oscar Wilde, amb ella mateixa en els papers principals.
Es va casar amb Noro Tatsunosuke (野呂辰 之助, Tatsunosuke Noro), que era el gerent de la companyia. Sembla però que es va tractar d'un registre de conveniència que Noro va proposar per protegir Tenkatsu i el nom de la companyia en un moment en què l'estatus dels mags era feble.
Va arribar a ser tan famosa que al seu moment van aparèixer diverses troupes de "falses Tenkatsu", i el seu nom Tenkatsu s'ha acabat convertint al Japó en sinònim de la paraula màgia.

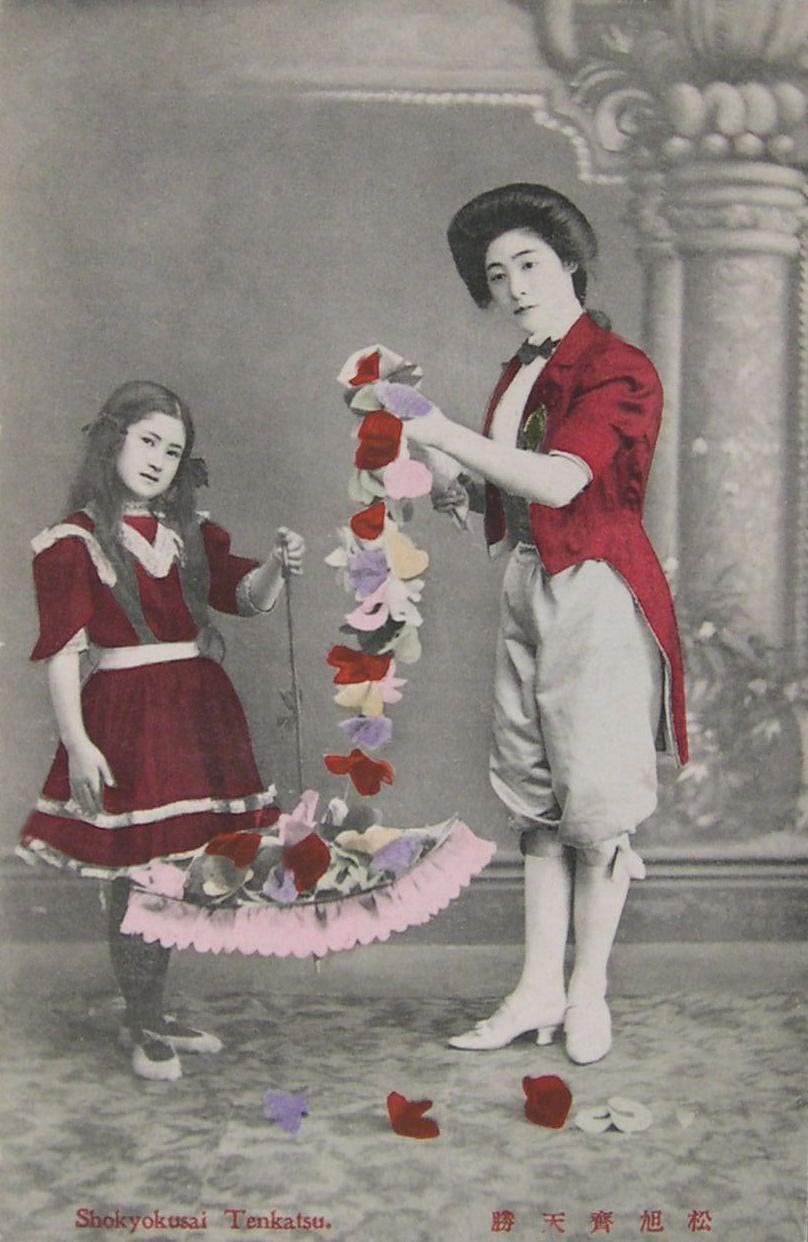
Tenkatsu Shōkyokusai amb una ajudant

"Madame Tenkatsu" va fer una gira amb la seva companyia als Estats Units el 1924 i el 1925, incloent-hi espectacles a Hawaii i al Hippodrome de Nova York.
Es diu que va ser ella qui va introduir el jazz americà al Japó el 1925, quan va portar-hi un grup de músics de Chicago per fer una gira amb ella.
Tenkatsu Shōkyokusai va aparèixer en diverses pel·lícules, inclosa Tenkatsujo no Hagoromai (Ball de la capa de plomes de la senyoreta Tenkatsu, 1906).
Com a personatge popular, corrien moltes llegendes seves, algunes alimentades per ella mateixa, com ara que duia un diamant incrustat a una de les seves dents, o que menjava carn de sirena.
L’escriptor japonès Yukio Mishima fa aparèixer Tenkatsu com una influència primordial del protagonista de la seva novel·la Confessions d’una màscara (1949).

## Vida personal
Shōkyokusai es va retirar dels escenaris el 1936, als 50 anys. Després de jubilar-se, va concedir el nom de Tenkatsu II a la seva neboda Shotenshō.
Tenka Shōkyokusai II és la seva deixeble. La primera Tenko Hiketa, que és la mestra de la il·lusionista Princesa Tenko Hikida, va ser deixeble de Tenyo Matsukokusai, un deixeble més jove de Tenkatsu. A més, en un moment donat, l'actriu Mutsuko Sakura també en va ser estudiant.
Va ser el 1936 que va conèixer Ichirō Kanazawa, estudiós de l'espanyol i professor a la Universitat d'Estudis Estrangers de Tòquio, amb qui va conviure la resta de la seva vida. L'11 de novembre de 1944, als 58 anys, va morir de malaltia a la seva residència, Suimeiso, als vessants de Meguro Gonnosukezaka. La seva tomba es troba al temple de Saitokuji al barri de Taitō. El temple familiar del seu marit, el temple Manpuku-ji (al barri d'Ota de Tòquio), també té una tomba separada.
El 1968 va aparèixer en japonès una biografia sobre Tenkatsu Shōkyokusai, escrita per Gashō Ishikawa.